# Villanueva del Rebollar de la Sierra
Villanueva del Rebollar de la Sierra est une commune d’Espagne, dans la Comarque de Cuencas Mineras, province de Teruel, communauté autonome d'Aragon.